# Tempelhof
Tempelhof er en tidligere bydel i Berlin. I 2001 blev den slået samen med Schöneberg, og de udgør nu bydelen Tempelhof-Schöneberg. Den berømte Tempelhof lufthavn ligger her.